# Chazay-d’Azergues
Chazay-d'Azergues település Franciaországban, Rhône megyében. Lakosainak száma 4270 fő (2022. január 1.). Chazay-d’Azergues Saint-Jean-des-Vignes, Les Chères, Civrieux-d'Azergues, Lozanne, Marcilly-d'Azergues és Morancé községekkel határos.

## Népesség
A település népességének változása:
| Lakosok száma | 4007 | 4095 | 4247 | 4130 | 4131 | 4132 | 4153 | 4164 | 4270 |
|               | 2013 | 2015 | 2016 | 2017 | 2018 | 2019 | 2020 | 2021 | 2022 |